# Dan Butler
Daniel Eugene Butler (n. 2 decembrie 1954, Huntington⁠(d), Indiana, SUA) este un actor american cunoscut pentru următoarele roluri: Bob „Bulldog” Briscoe⁠(d) în Frasier (1993–2004), Art în Roseanne (1991–1992) și vocea domnului Simmons atât în Hei Arnold! (1997–2002), cât și în Hey Arnold: Filmul Junglei (2017). De asemenea, a apărut în filmele Enemy of the State⁠(d) (1998) și Sniper 2⁠(d) (2001).

## Biografie
Butler s-a născut în Huntington, Indiana⁠(d) și a crescut în Fort Wayne, fiul lui Shirley, o casnică, și al lui Andrew Butler, un farmacist. În timp ce studia  teatru la Universitatea Purdue din Fort Wayne⁠(d) în 1975, a primit o bursă de actorie Irene Ryan⁠(d) din partea Centrului Kennedy⁠(d). Din 1976 până în 1978, a studiat în cadrul American Conservatory Theatre din San Francisco.
Acesta a devenit cunoscut pentru rolul lui Bob „Bulldog” Briscoe în sitcomul NBC Frasier. Personajul său era un prezentator macho energic, gazda emisiunii sportive care urma celei susținute de Frasier la postul de radio KACL. Butler a regizat un episod în timpul sezonului cinci. De asemenea, interpretează două personaje diferite în franciza Hannibal Lecter⁠(d). În 1986, l-a jucat pe tehnicianul Jimmy Price în lungmetrajul Manhunter, iar cinci ani mai târziu, a obținut rolul lui Roden în Tăcerea mieilor (1991). În 1998, Butler a jucat rolul directorului NSA, Amiral Shaffer, în Enemy of the State, iar în 2006, Butler a produs și a jucat în mockumentarul Karl Rove, I Love You. Au urmat alte roluri în filme precum Prayers for Bobby și Longtime Companion. Butler este un actor de teatru consacrat. În 2017, l-a interpretat pe Truman Capote în producția Warhol/Capote, iar un an mai târziu, acesta a fost Lenin în reprezentația Travesties⁠(d) a dramaturgului Tom Stoppard.

## Viața personală
Butler locuiește în Vermont și este căsătorit cu producătorul Richard Waterhouse. Acesta a dezvăluit familiei sale că este homosexual la vârsta de 20 de ani. A scris un one-man show intitulat The Only Thing Worse You Could Have Told Me; proiectul fost pus în scenă în Los Angeles în 1994. Piesa a avut zece personaje care „procesează ce înseamnă să fii gay”. A fost nominalizat la premiul Drama Desk din 1995 pentru cel mai bun spectacol individual⁠(d).

## Filmografie

### Filme
| An   | Titlu                                | Rol                          | Note                |
| ---- | ------------------------------------ | ---------------------------- | ------------------- |
| 1986 | The Manhattan Project                | SWAT                         | Dan E. Butler       |
| 1986 | Manhunter                            | Jimmy Price                  | Dan E. Butler       |
| 1989 | Longtime Companion                   | Walter                       |                     |
| 1990 | The Long Walk Home                   | Charlie                      |                     |
| 1991 | The Silence of the Lambs             | Roden                        |                     |
| 1992 | Captain Ron                          | Bill Zachery                 |                     |
| 1993 | Dave                                 | Reporter                     |                     |
| 1996 | The Fan                              | Garrity                      |                     |
| 1997 | The Silver Screen: Color Me Lavender | Dan E. Butler                | Dan E. Butler       |
| 1998 | Enemy of the State                   | NSA Director Admiral Shaffer |                     |
| 2002 | Sniper 2                             | CIA Agent James Eckles       |                     |
| 2008 | Chronic Town                         | Blow Job                     |                     |
| 2009 | Prayers for Bobby                    | Reverend Whitsell            | film de televiziune |
| 2011 | Crazy, Stupid, Love                  | Cal's boss                   |                     |
| 2014 | Chu and Blossom                      | Mr. Kirkpatrick              |                     |
| 2020 | All My Life                          | Dr. Alan Mendelson           |                     |
| 2022 | Blonde                               | I.E. Shinn                   |                     |

### Televiziune
| An        | Titlu                         | Rol                               | Note                                                                   |
| --------- | ----------------------------- | --------------------------------- | ---------------------------------------------------------------------- |
| 1982      | Remington Steele              | Morgue attendant                  | Episodul: "Your Steele the One for Me" nemenționat                     |
| 1987      | Leg Work                      | Peter Solinski                    | Episodul: "Blind Trust"                                                |
| 1990      | Monsters                      | David                             | Episodul: "A New Woman"                                                |
| 1991–1993 | Quantum Leap                  | Jake Dorleac Mutta                | Episodul: "Southern Comforts" Episodul: "Mirror Image"                 |
| 1991–1992 | Roseanne                      | Art                               | 3 episoade                                                             |
| 1992      | Columbo                       | Sergeant Goodman                  | Episodeul: "No Time to Die"                                            |
| 1993      | Life Goes On                  | Ed                                | Episodul: "Incident on Main"                                           |
| 1993      | The Powers That Be            | Walt Stevens                      | Episodule: "Bradley Gets Fired"                                        |
| 1993–2004 | Frasier                       | Bob "Bulldog" Briscoe             | 53 de episoade                                                         |
| 1993      | Picket Fences                 | Joe Henley                        | Episodul: "Duty Free Rome"                                             |
| 1995      | The X-Files                   | Jim Ausbury                       | Episodul: "Die Hand Die Verletzt"                                      |
| 1995–1997 | Caroline in the City          | Kenneth Arabian                   | 2 episoade                                                             |
| 1997–2002 | Hey Arnold!                   | Mr. Sawyer / Robert Simmons       | 34 de episoade Voce                                                    |
| 1997–1998 | King of the Hill              | Attorney Daniel                   | Episodul: "Jumpin' Crack Bass" Episodul: "Death of a Propane Salesman" |
| 1998      | Tracey Takes On...            | Priest                            | Episodul: "Religion"                                                   |
| 1998      | Star Trek: Voyager            | Steth                             | Vis à Vis                                                              |
| 1998      | From the Earth to the Moon    | NASA Flight Director Eugene Kranz | 2 episoade                                                             |
| 1998      | Just Shoot Me!                | Bill Slatton                      | Episodul: "Eve of Destruction"                                         |
| 1998      | More Tales of the City        | Edward Bass Matheson              | Episodul: "Episode #1.2"                                               |
| 1998      | Suddenly Susan                | Dr. Richards                      | Episodul: "War Games"                                                  |
| 1999      | Touched by an Angel           | Dr. Ivar Kroneberger              | Episodul: "Anatomy Lesson"                                             |
| 1999      | Ally McBeal                   | Attorney Bender                   | Episodul: "Changes"                                                    |
| 2002      | Crossing Jordan               | Arnold Hummer                     | Episodul: "The Gift of Life"                                           |
| 2002–2003 | American Dreams               | Coach Ambros                      | 4 episoade                                                             |
| 2003      | Without a Trace               | David Wilkins                     | Episodul: "The Source"                                                 |
| 2005      | Malcolm in the Middle         | Norm                              | Episodul: "Butterflies"                                                |
| 2005      | Supernatural                  | Reverend Sorenson                 | Episodul: "Hook Man"                                                   |
| 2006      | House                         | Dr. Philip Weber                  | Episodul: "Distractions"                                               |
| 2007      | Monk                          | Dr. Davis Scott                   | Episodul: "Mr. Monk Goes to the Hospital"                              |
| 2007      | 'Til Death                    | Paul                              | Episodul: "Clay Date"                                                  |
| 2008      | Cashmere Mafia                | Maxwell Tate                      | Episodul: "Yours, Mine, and Hers"                                      |
| 2010      | Law & Order: Criminal Intent  | Congressman Price                 | Episodul: "Lost Children of the Blood"                                 |
| 2014      | The Mysteries of Laura        | Calvin Gold                       | Episodul: "The Mystery of the Sex Scandal"                             |
| 2015      | Blindspot                     | Paul Bolton                       | Episodul: "Sent On Tour”                                               |
| 2016      | Banshee                       | Senator Mitchum                   | 2 episoade                                                             |
| 2016      | Blue Bloods                   | SBS President Randy Grant         | Episodul: "Blast from the Past"                                        |
| 2017      | The Mist                      | Father Romanov                    | 6 episoade                                                             |
| 2017      | Hey Arnold!: The Jungle Movie | Robert Simmons                    | Film de televiziune Voce                                               |
| 2018      | Elementary                    | Denny Mulgrew                     | Episodul: "Whatever Remains, However Improbable"                       |
| 2019      | Tales of the City             |                                   | Episodul: "The Price of Oil"                                           |
| 2023      | The Blacklist                 | Attorney General Karl Stromberg   | Episodul: "Arthur Hudson"                                              |